# Drosophila bocainoides
Drosophila bocainoides är en tvåvingeart som beskrevs av Carson 1954.

## Taxonomi och släktskap
D. bocainoides ingår i släktet Drosophila och familjen daggflugor.

## Utbredning
Artens utbredningsområde är Brasilien.